# Rathaus (Untergruppenbach)

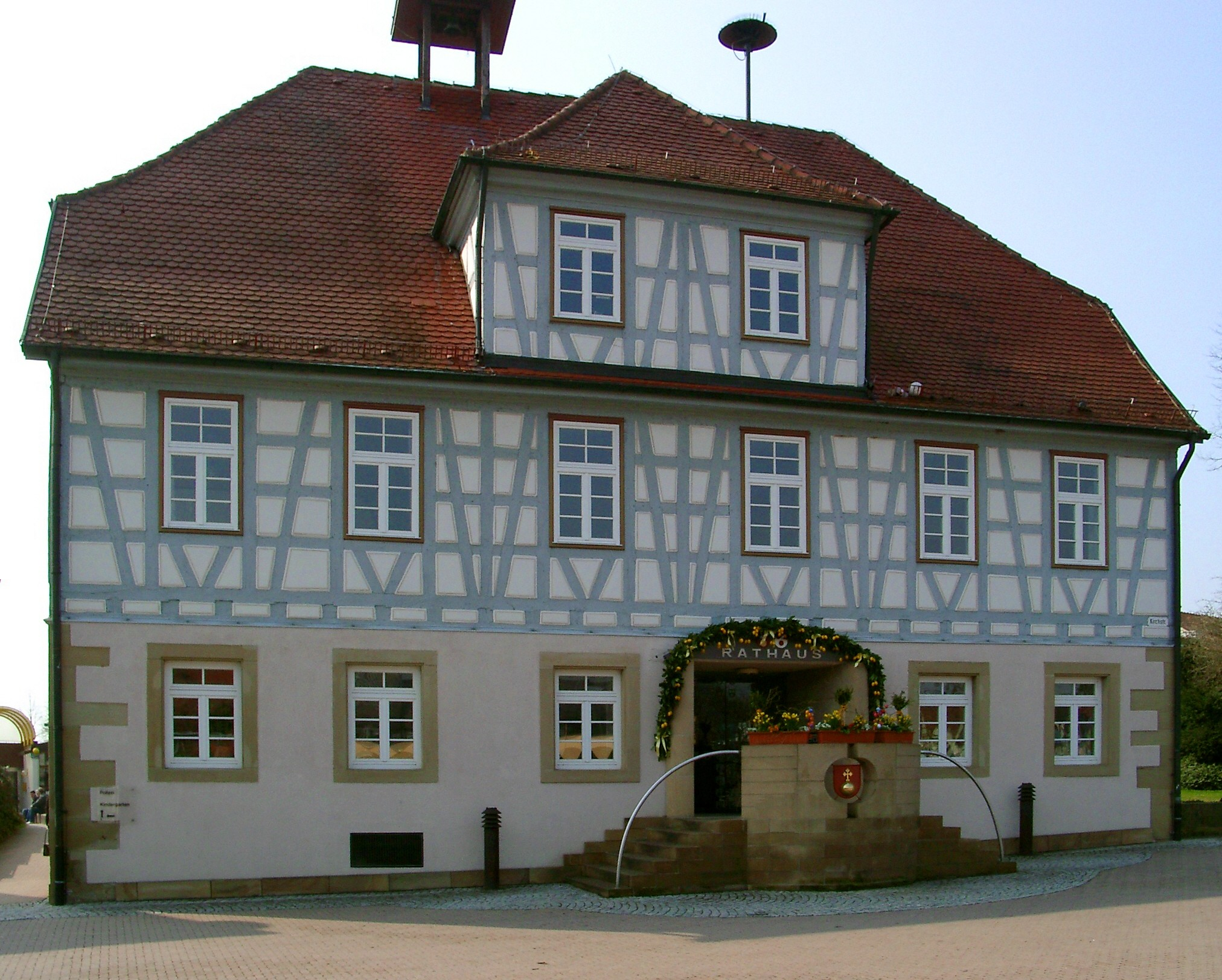
Das Rathaus in Untergruppenbach

Das heutige Rathaus  von Untergruppenbach im Landkreis Heilbronn im nördlichen Baden-Württemberg wurde 1791 als evangelisches Pfarrhaus errichtet und 1962 von der Gemeinde zur Nutzung als Rathaus erworben.

## Geschichte
Ein Pfarrhaus bei der Johanneskirche in Gruppenbach ist bereits fast so lange wie die 1453 erstmals erwähnte Kirche nachweisbar. Gruppenbach wurde durch die unter Wolf Philipp von Hürnheim 1536 vollzogene Reformation evangelisch. Ab 1551 hatten die katholischen Fugger die Herrschaft und das Patronatsrecht inne und verpflichteten sich nach einigen Jahren 1563 auch zum baulichen Unterhalt des Pfarrhofs. Nach Abzug der Fugger kam Gruppenbach im 18. Jahrhundert an Württemberg, die Pfarrei zur Spezialsuperintendenz Lauffen. 1791 wurde das alte Pfarrhaus durch einen Neubau in Fachwerkbauweise auf Steinsockel ersetzt. Im Erdgeschoss dieses Gebäudes wurde 1932 ein Gemeindesaal eingerichtet. Im Frühjahr 1945 schlug beim Beschuss des Ortes durch vorrückende alliierte Truppen eine Granate in den mit Schutzsuchenden gefüllten Keller ein, explodierte jedoch nicht, so dass es zu keinen größeren Personen- oder Bauschäden kam. In den nachfolgenden beiden Winterhalbjahren, bis zur Wiederherstellung der im Krieg beschädigten Johanneskirche, diente der Saal des Gebäudes zu Gottesdienstzwecken. Die Gemeinde äußerte bereits 1952 den Wunsch, das Pfarrhaus zur Nutzung als Rathaus zu erwerben. Der Verkauf fand 1962 statt. Die Kirchengemeinde hat in der Nachbarschaft ein neues Pfarrhaus und ein neues Gemeindezentrum errichtet. Die politische Gemeinde hat das Rathaus nach Westen um inzwischen zwei Erweiterungsbauten erweitert.